# Banque hypothécaire du Royaume tchèque
 (juin 2024).
La Banque hypothécaire du Royaume de Bohême (en allemand : Hypothekenbank des Königreichs Böhmen) a été la première banque de crédit tchèque, ouverte à Prague le 16 janvier 1865 et rebaptisée Hypoteční banka česká fin 1918. Son siège construit en 1890 en style néo-renaissance est devenu un hôtel de luxe.

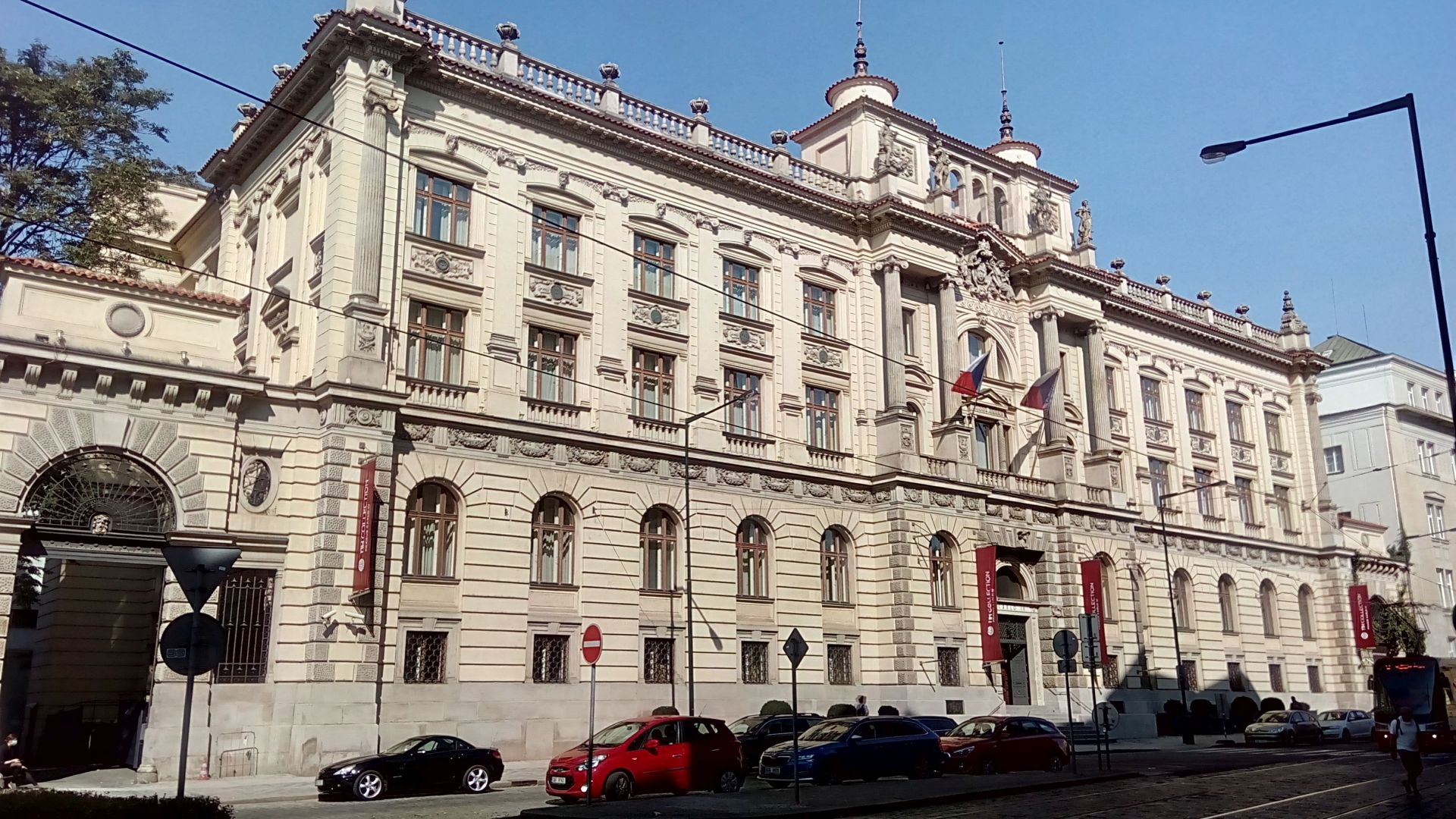
Bâtiment de la banque

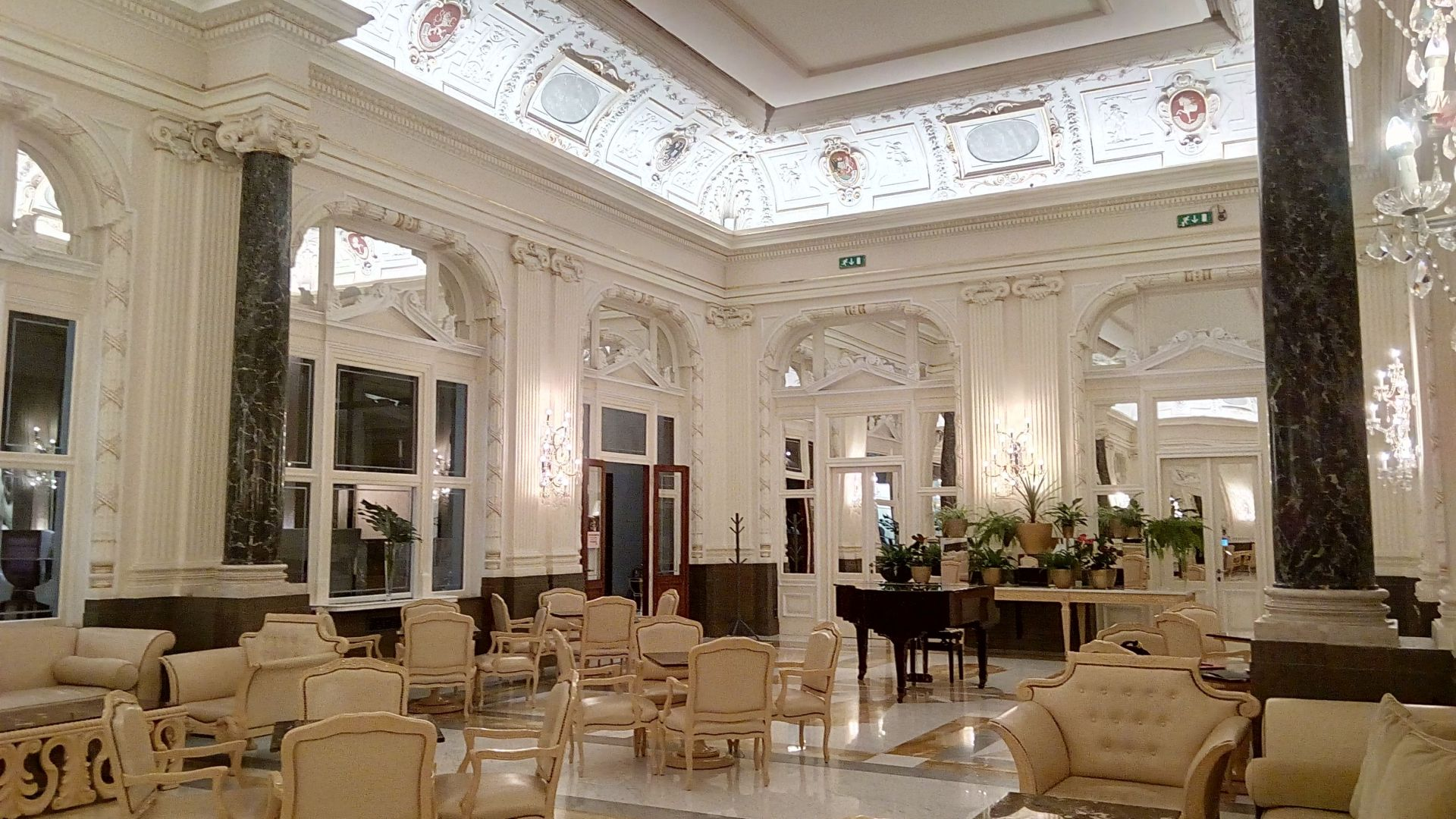
Hall d'entrée

## Histoire

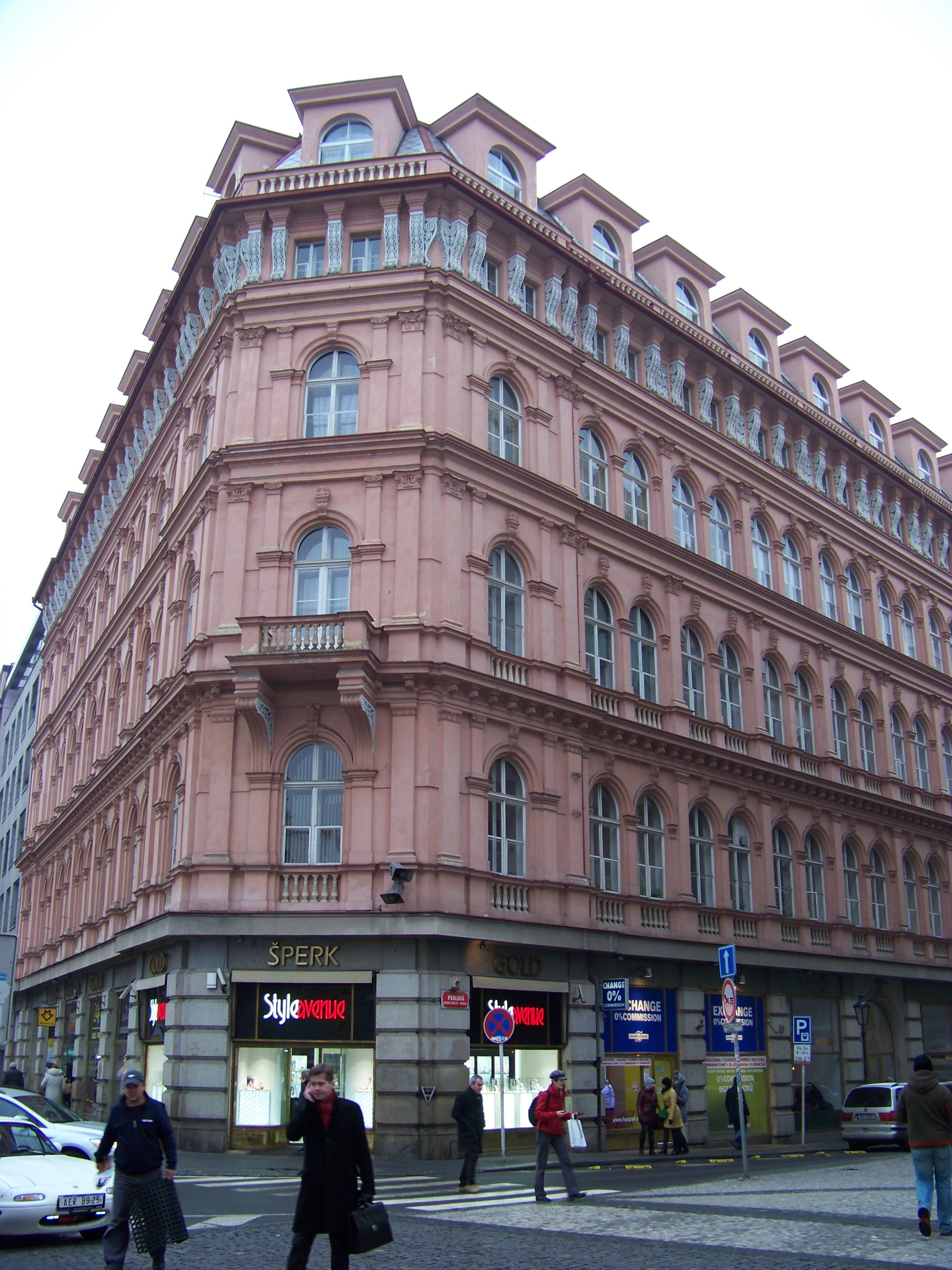
Le premier siège de la Hypoteční banka : Národní třída 43, coin de la rue Perlové

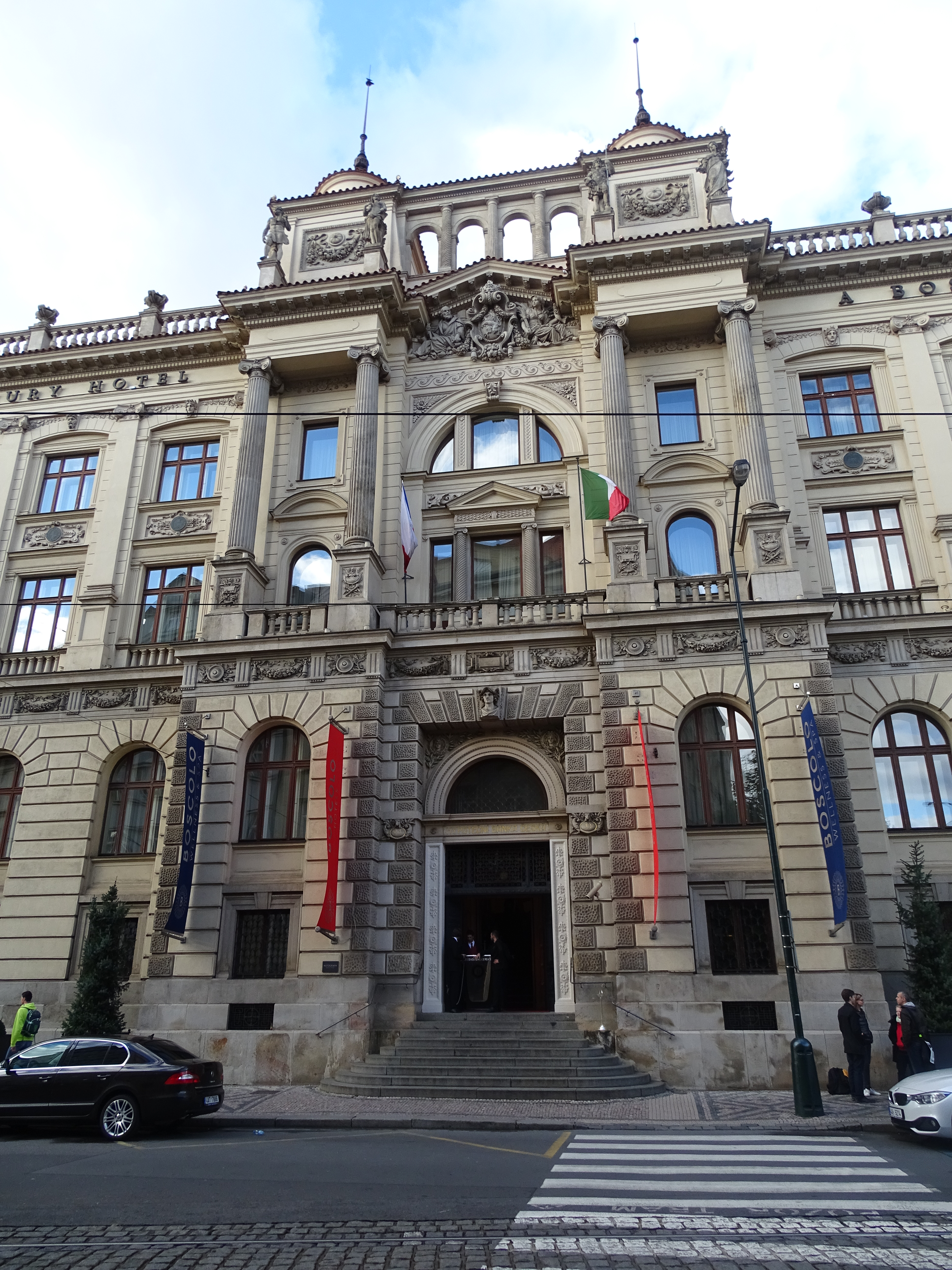
Deuxième emplacement : place Senovázne, portail principal

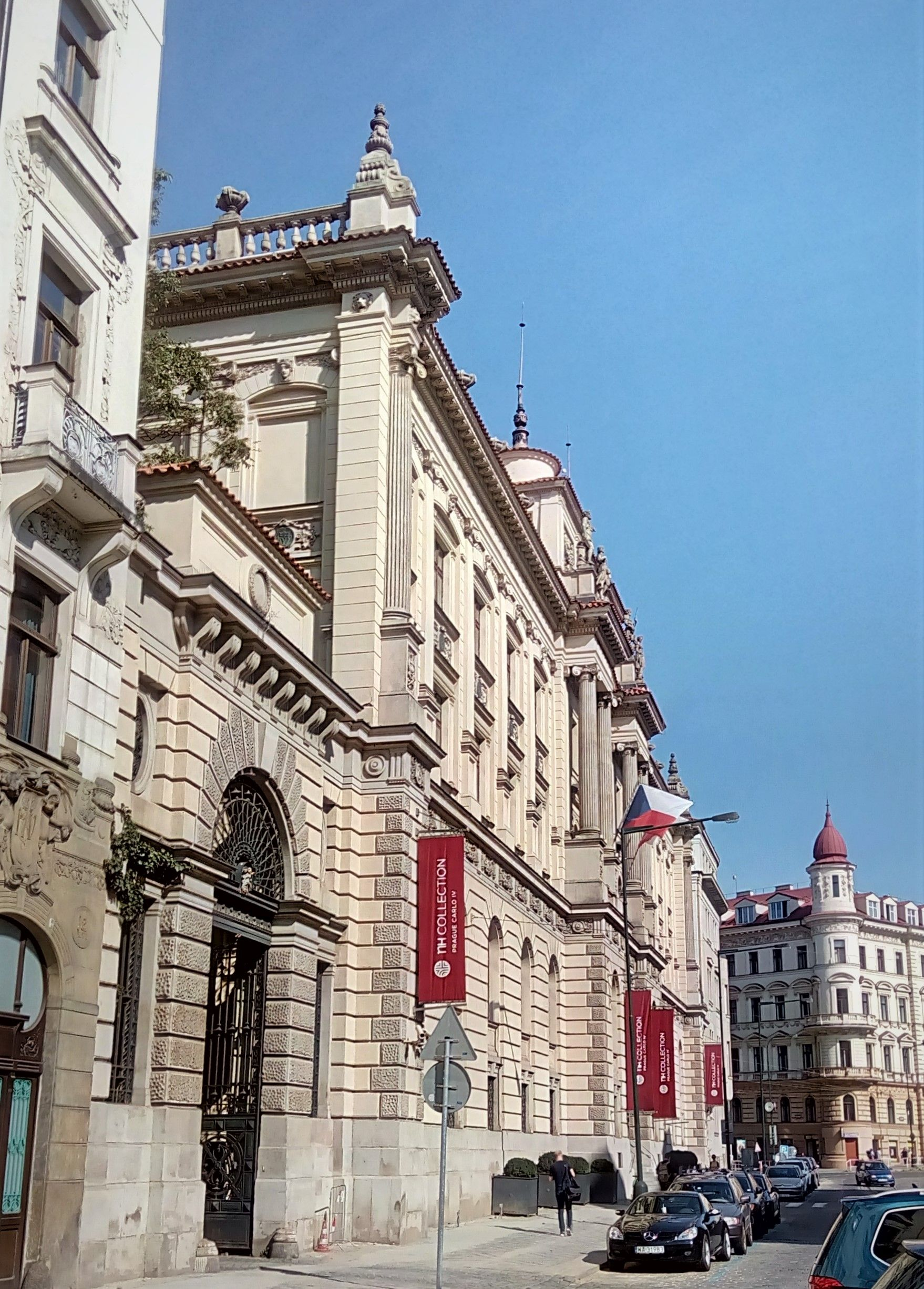
Vue d'ensemble de la rue place Senovážný jusqu'à la rue Bolzanova

Les tchèques cherchèrent à créer une banque dès 1848. L'avocat Adolf Maria Pinkas et Albín Bráf participèrent à la proposition présentée à l'empereur en 1863. L'empereur autorise la banque le 29 avril 1864, celle-ci a ouvert ses portes le 15 janvier 1865. Elle se concentrait sur les prêts aux agriculteurs, auxquels elle délivrait des actes hypothécaires pour des terres ou des biens immobiliers. Elle a démarré ses activités avec un capital de base de 77 000 florins, qu'elle a réussi à porter à 4 820 869 florins à la fin de l'année. Parmi les institutions financières similaires, seule la banque hypothécaire de Dresde, fondée en 1863, était plus ancienne ; la banque viennoise ne disposait à l'époque que d'un service hypothécaire. L'exemple tchèque fut suivi par la Banque hypothécaire du Margrave morave, qui commença ses activités en 1876.
Dans les années 1889-1906, le directeur général de la banque était le comte Zdenko František Thun-Hohenstein (1842-1906),.

## Bâtiment
La première résidence était le nouveau bâtiment du palais d'angle no 365/I au 43 Národní třída, où résidaient également d'autres locataires. La prospérité de la banque a permis en 1890 de déménager dans son propre bâtiment néo-Renaissance beaucoup plus vaste au 13 Senovážné náměstí. L'emplacement a été délibérément choisi à proximité des deux gares de Prague, où arrivaient habituellement les clients ruraux de la banque.
En 1945, la Poste tchécoslovaque acquiert le bâtiment et abrite la Direction du transport postal international, qu'elle dessert jusqu'en 1989. Dans les années 1990, le bâtiment délabré a été vendu à la chaîne hôtelière d'origine espagnole NH Group, qui l'a rénové pour en faire l'hôtel de luxe Carlo IV.